# West African Pilot
Der West African Pilot war seit 1937 eine populärjournalistische Zeitung im kolonialen Nigeria, die vehementer als bisherige Druckerzeugnisse gegen die britische Kolonialherrschaft agitierte. Gründer und prägende Persönlichkeit war Nnamdi Azikiwe („Zik“), ein Igbo mit sehr guten Hausa-Kenntnissen, der von der Kolonialverwaltung wegen aufrührerischer Tätigkeiten aus der Goldküste (Ghana) ausgewiesen worden war. Das Hauptaugenmerk der Zeitung lag auf der Förderung der nigerianischen Unabhängigkeit. Vor allem das Thema Fußball wurde zentral genutzt, um eine nigerianische Identität über die ethnischen Gruppen hinweg zu propagieren. Mit einer volksnahen Ausdrucksweise und pfiffigen Ideen warb der West African Pilot erfolgreich für ein einiges und unabhängiges Nigeria.

## Gründung und Wachstum

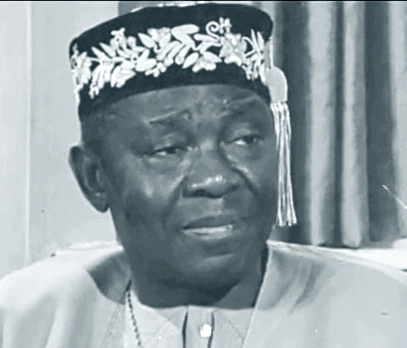
Nnamdi Azikiwe 1967

Als die Zeitung auf den Markt kam, hob sie sich durch ihre Qualität und Professionalität von anderen Zeitungen der damaligen Zeit ab, die im Allgemeinen den Kolonialbehörden oder ethnischen Interessen dienten. Die lebendige Mischung aus politischer Radikalität, Klatsch, Sportteil und Frauenseite erfreute sich großer Beliebtheit. Die Zeitung spielte eine Schlüsselrolle bei Themen wie Kolonialismus, Rassismus und nationale Unabhängigkeit.
Der West African Pilot war wegweisend für den unternehmerischen schwarzen Journalismus. Seine Berichterstattung über Fußballereignisse schufen ein bis dahin ungekanntes Wir-Gefühl der Nigerianer, die sich zuvor eher als Yoruba, Hausa, Igbo, Nupe, Tiv etc. verstanden hatten. (Dies war Azikiwe, der als Igbo im Hausagebiet aufgewachsen war und besser Hausa als Igbo sprach, auch ein persönliches Anliegen.)
Die Zeitung erfreute sich großer Beliebtheit und hatte eine Auflage von rund 25.000 Exemplaren und weit mehr Leser. Mit dieser Zeitung wurde der Beginn des populären Journalismus in Nigeria eingeleitet.
Aus dem West African Pilot ging eine Kette von Zeitungen hervor, die als Stadtzeitungen in Orten wie Port Harcourt, Warri, Enugu, Ibadan und Kano herausgegeben wurden. Alle Titel befanden sich damals im Besitz von „Zik’s Press Limited“. Zu den Titeln gehörten der 1940 in Port Harcourt gegründete Eastern Nigerian Guardian, der Nigerian Spokesman in Onitsha (1943), der Southern Defender in Warri und der Sentinel in Enugu. 1945 kaufte Ziks Gruppe Mohammed Alis Comet, wandelte ihn vier Jahre später in eine Tageszeitung um und verlegte ihn nach Kano, wo es die erste Tageszeitung im Norden war. Auch der Northern Advocate wurde 1949 in Jos gegründet. Am 8. Juli 1945 verbot die Regierung den West African Pilot und den Daily Comet wegen falscher Darstellung von Fakten über den Generalstreik. Azikiwe veröffentlichte jedoch in seinem Guardian weiterhin Artikel und Leitartikel über den Streik.

## Politik
Herausgeber Azikiwe war überzeugter Pannigerianer und erlaubte im West African Pilot nur Inhalte, die für ein unabhängiges Nigeria als geeintes Land sprachen. Artikel, die sich für ein eigenständiges Yorubaland, Hausaland oder Igboland aussprachen, wurden nicht veröffentlicht. Landsleute mit entsprechenden Ansichten wurden von Azikiwe als „Onkel Tom“ oder „Handlanger des Imperialismus“ verunglimpft.
Die Partei, der Azikiwe angehörte, war der National Council of Nigerian Citizens (NCNC). Ihr Führer war Herbert Macaulay, ein Yoruba, während Azikiwe zunächst als Sekretär fungierte und später, als Macaulay starb, den Vorsitz übernahm. Als 1957 im Lande Wahlen abgehalten wurden, gewannen der NCNC und seine Verbündeten sowohl im Osten als auch im Westen des Landes die Wahlen. Azikiwe als Parteivorsitzender wurde jedoch daran gehindert, im Bundesstaat „Westliche Region“ eine Regierung zu bilden, weil sich viele Kandidaten von der NCNC lossagten und die „Action Group“  gründeten. Der West African Pilot ließ nichts unversucht, um diese Politiker zu diskreditieren. Die Action Group erlangte die Regierungsverantwortung in der westlichen Region und gründete eine eigene Zeitung namens Daily Service.

## Nach der Unabhängigkeit
Azikiwe wurde Nigerias erster Präsident, ein repräsentatives Amt.
1963 schlugen die großen politischen Parteien ein „Präventivhaftgesetz“ vor, das eine unbefristete Inhaftierung ohne Gerichtsverfahren ermöglicht hätte. Der West African Pilot führte den Protest gegen diesen Vorschlag an, der daraufhin fallen gelassen wurde. Im Jahr darauf wurde jedoch das Zeitungsänderungsgesetz verabschiedet, das eine Bestrafung für die Berichterstattung über Ereignisse ermöglichte, die von den Behörden als falsch eingestuft wurde.
Der West African Pilot wurde 1967 nach dem Ausbruch des nigerianischen Bürgerkriegs (1967–70) eingestellt. Nach dem Ende des Krieges gab es zwei Versuche, die Zeitung wiederzubeleben, die beide scheiterten.